# إيفان كوليفيتش
إيفان كوليفيتش مواليد 30 يونيو 1984 في ستنيي، جمهورية يوغوسلافيا الاشتراكية الاتحادية، هو لاعب كرة سلة مونتينيغري. بدأ مسيرته الاحترافية في سنة 2000. يحمل الرقم 12.

## المسيرة الاحترافية
لعب مع نادي بودوشنوست لكرة السلة من سنة 2002 إلى 2005، ثم لعب مع بلباو باسكت في الدوري الإسباني في موسم 2005–2006، ثم لعب مع نادي أولمبياكوس لكرة السلة في سنة 2006، ثم لعب مع بلباو باسكت في الدوري الإسباني في موسم 2006–2007، ثم لعب مع ليتوفوس رايتس في سنة 2007.

## روابط خارجية
- إيفان كوليفيتش على موقع الاتحاد الدولي لكرة السلة (الإنجليزية)
- إيفان كوليفيتش على موقع الدوري الأوروبي لكرة السلة (الإنجليزية)
- إيفان كوليفيتش على موقع الدوري الإسباني لكرة السلة (الإسبانية)
- إيفان كوليفيتش على موقع كرة السلة الأوروبية.كوم (الإنجليزية)
- إيفان كوليفيتش على موقع ريلجم (الإنجليزية)
- إيفان كوليفيتش على موقع بروبوليرز (الإنجليزية)
- إيفان كوليفيتش على موقع سبورتس رفرنس (الإنجليزية)